# Elizabeth Dowdeswell
Elizabeth Dowdeswell (nascida em 09 de novembro de 1944) foi tenente-governadora da província de Ontário no Canadá entre 2014 e 2023, tendo sido a 29.ª titular do cargo desde Confederação Canadense em 1867. Foi a representante do monarca do Canadá (Isabel II de 2014 a 2022; Carlos III de 2022 a 2023) na província de Ontário.